# Arnulfo Fuentebella

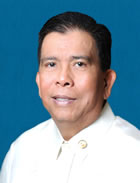

Arnulfo "Noli" Palma Fuentebella (Goa, 29 oktober 1945 – 9 september 2020) was een Filipijns politicus. Hij was van 1978 tot 1984 lid van het Batasang Pambansa. Van 1992 tot 2001 en van 2004 tot 2013 was Fuentebella afgevaardigde namens het 3e kiesdistrict van Camarines Sur. In zijn eerste periode als afgevaardigde was Fuentebella na de val van president Joseph Estrada enkele maanden Speaker (voorzitter) van het Huis van Afgevaardigden. In zijn tweede periode als afgevaardigde was hij  van 2007 tot 2013 een van de Deputy Speakers.

## Biografie
Arnulfo Fuentebella werd geboren op 29 oktober 1945 in Goa in de Filipijnse provincie Camarines Sur. Hij is een lid van de machtige Fuentebella-familie. Zijn vader was Gouverneur Felix Fuentebella en zijn moeder Rita Palma. Fuentebella behaalde een Bachelor of Arts-diploma aan de University of the Philippines. Aansluitend studeerde hij aan dezelfde onderwijsinstelling rechten. Na het voltooien van zijn bachelor-opleiding rechten in 1970 slaagde hij in 1971 met het op zes na beste resultaat voor het toelatingsexamen van de Filipijnse balie.
Van 1978 tot 1984 was Fuentebella namens Bicol Region lid van de interim-Batasang Pambansa, het Filipijns parlement dat was ingesteld door de Filipijnse president Ferdinand Marcos, enkele jaren nadat hij de staat van beleg had uitgeroepen en het Filipijns Congres op had geheven. Toen hij in 1984 niet werd gekozen in de reguliere Batasang Pambansa, koos hij ervoor om in de Verenigde Staten een advocatenkantoor te beginnen. Na de val van Marcos en de installatie van Corazon Aquino als diens opvolger bleef Fuentebella nog enkele jaren buiten de politiek.
Bij de verkiezingen van 1992 werd Fuentebella namens het 3e kiesdistrict van Camarines Sur gekozen in het Filipijns Huis van Afgevaardigden. De twee verkiezingen erna werd hij herkozen. In deze eerste periode in het Huis Was Fuentebella van 13 november 2000 tot 24 januari 2001 korte tijd Speaker van het Huis. In 2001 mocht Fuentebella zich niet nogmaals herkiesbaar stellen, omdat in de Filipijnse Grondwet van 1987 een limiet van drie opeenvolgende termijnen in het Huis heeft vastgesteld. In zijn plaats won zijn zoon Felix William Fuentebella de zetel in het Huis voor de periode 2001 tot 2004. Bij de verkiezingen van 2004 werd Fuentebella zelf weer namens het 3e kiesdistrict van Camarines Sur gekozen in het Huis. In 2007 werd hij herkozen. En ook bij de verkiezingen van 2010 werd Fuentebella weer gekozen in het Huis, ditmaal namens het 4e kiesdistrict van Camarines Sur. In deze tweede periode als afgevaardigde was hij van 2007 tot 2013 een van de Deputy Speakers van het Huis.
Fuentebella overleed in 2020 op 74-jarige leeftijd. Hij was getrouwd met Evelyn Buquid en kreeg met haar zes kinderen.